# Kerényi Miklós Máté
Kerényi Miklós Máté (Budapest, 1983. március 15. –) Junior Prima díjas magyar színész, a Budapesti Operettszínház tagja.

## Életpályája
Kerényi Máté Zsolt néven született. Nagyapja Kerényi Miklós György tiszteletére vette fel bátyjával együtt a Miklós keresztnevet is. Már 12 évesen játszott musical szerepeket, majd drámatagozatos gimnáziumban érettségizett, és felvételt nyert a Színház- és Filmművészeti Egyetem musical tanszakára, ahol 2005-ben végzett (többek között Dolhai Attilával, Nagy Sándorral, Peller Annával és Nádasi Veronikával). Ezután az Operett Akadémia tagjaként képezte tovább magát, majd a Budapesti Operettszínházban elsősorban táncos-komikus és musical szerepeket játszott, valamint a 2009/10-es évadban a kaposvári Csiky Gergely Színházban megkapta a West Side Story című musical főszerepét, vagyis ő játszhatta el Tony-t. 2024 februárjában bejelentette, hogy évad végén távozik a Budapesti Operettszínházból. 2024-től szerepel a Madách Színházban, ahol szerepet kapott a Jézus Krisztus Szupersztár című előadásban.
Két és fél évvel idősebb bátyja, Dávid a Magyar Állami Operaház címzetes magántáncosa, édesapja Kerényi Miklós Gábor rendező, a Budapesti Operettszínház egykori művészeti vezetője.
2008-ban ő kapta a fiatal tehetségeknek járó Marsallbot-díjat, 2010-ben a pályakezdőknek adható Soós Imre-díjat, illetve szintén ebben az évben IX. Lehár Ferenc Nemzetközi Operett Énekversenyen II. helyezést ért el szubrett-buffó kategóriában Ábrahám Gabriellával. 2011-ben az I. Lévay Szilveszter Nemzetközi Musical Énekverseny karakterénekes kategóriájának győztese lett. 2012-ben Junior Prima díjat kapott.
A Tapsrend című zenés színházi magazin műsorvezetője. A Kossuth Rádió Belépő című kulturális magazinműsorát is ő vezette egy ideig,  hetente egy alkalommal.

## Szerepei, munkái

### Gyerekszínészként
- Valahol Európában - Szeplős
- Elisabeth - gyermek Rudolf
- Anna Karenina - Szerjózsa
- Miss Saigon - Statiszta
- Hoffmann Meséi - Statiszta
- Álarcosbál - Statiszta
- West Side Story - Statiszta

### Tanulmányai alatt
- West Side Story – Pepe, Baby John
- Hegedűs a háztetőn - Percsik diák
- Luxemburg grófja - Brissard zeneszerző
- Miss Saigon - Chris
- Hello! Igen?! – a diák
- Valahol Európában - Ficsúr
- Mária evangéliuma - Füles
- Marica grófnő – Liebenberg István
- Démonológia - Polidori

### Budapesti Operettszínház tagjaként[3]
- A víg özvegy – Sebastian Cascade
- Lili bárónő – Frédi (Remeteházy Galambos Alfréd Iván)
- Menyasszonytánc - Dávid
- Mágnás Miska – Técsey Pixi gróf, Récsey Mixi gróf
- Rómeó és Júlia - Benvolio, Rómeó barátja
- Rudolf – Károlyi István magyar nemes
- Oltári Srácok – Juan
- Csárdáskirálynő - Kaucsiánó Bonifác gróf (Bóni)
- Szentivánéji Álom - Puck
- Tavaszébredés - Moritz Stiefel
- A bajadér - Szapáry Sándor, magyar újságíró
- Szép nyári nap - Öcsi
- Erdei Kalamajka - Játékmester
- Szerdán tavasz lesz! - Monostori Lajos (Monti)
- Miss Saigon - Thuy, Chris
- Cigányszerelem - Széppataki Tivadar, vidéki színész, rendező, szövegíró
- Marica grófnő - báró Liebenberg István (Zsupán)
- Elisabeth - Luigi Lucheni, Elisabeth gyilkosa
- Viktória - 67. Rácz Jancsi, tisztiszolga
- Ördögölő Józsiás - Józsiás
- Ghost - Sam Wheat
- A mosoly országa - Hadfaludy Ferenc gróf
- Isten pénze - Fiatal Scrooge
- Csínom Palkó - Csínom Palkó/Ákos
- Fame - A hírnév ára - José
- Virágot Algernonnak - Charlie Gordon
- A chicagói hercegnő - Mr. James Bondy, Mr. Lloyd titkára
- Lady Budapest - Robi, buszsofőr

### Madách Színház
- Jézus Krisztus Szupersztár - Heródes
- Gyalogcsillag - Fecskefiú

### Egyéb szerepek
- West Side Story - Tony (Kaposvár, Csiky Gergely Színház)
- Hair - Woof (Szegedi Szabadtéri Játékok)
- Bajazzók - Beppe (Szegedi Szabadtéri Játékok)
- Ő meg ő - Férfi (Art-Színtér)
- Libikóka - Jerry (Art-Színtér)

## Díjai, elismerései
- 2008: Marsallbot-díj (az év legígéretesebb fiatal tehetségének járó díj)
- 2010: Soós Imre-díj
- 2012: Junior Prima díj
- 2016: Az Évad Musical Színésze (Budapesti Operettszínház)

## Külső hivatkozások
- Kerényi Miklós Máté rajongói oldala
- Kerényi Miklós Máté rajongói fóruma Archiválva 2009. december 16-i dátummal a Wayback Machine-ben
- Budapesti Operettszínház